# ویلیام دیلون اوتر
ویلیام دیلون اوتر (انگلیسی: William Dillon Otter; december ۳, ۱۸۴۳ – ۵ مهٔ ۱۹۲۹) فرد نظامی اهل کانادا بود. وی همچنین برندهٔ جوایزی همچون نشان حمام و نشان سلطنتی ویکتوریایی شده‌است.